# Wolfgang Hein (General)
Wolfgang Hein (* 10. Juli 1952 in Würzburg) ist ein Brigadegeneral außer Dienst der Luftwaffe der Bundeswehr. Zuletzt war er von 2010 bis 2014 ständiger Vertreter des Präsidenten des Amtes für den Militärischen Abschirmdienst in Köln.

## Leben
Nach dem Abitur 1971 in Bergisch Gladbach trat Hein im Juli desselben Jahres als Reserveoffizieranwärter und Soldat auf Zeit mit einer Verpflichtungszeit von zwei Jahren in die Bundeswehr ein und beendete seine Dienstzeit mit der Ernennung zum Leutnant der Reserve. Danach studierte er Rechtswissenschaft an der Universität zu Köln und legte 1982 die zweite Staatsprüfung beim Landesjustizprüfungsamt Nordrhein-Westfalen ab. Während des Studiums und des Rechtsreferendariats absolvierte er Wehrübungen und wurde zum Hauptmann der Reserve befördert. Von 1982 bis 1983 arbeitete er bei der Friedrich Krupp AG in Bochum. 1983 wurde er als Stabsoffizier mit Befähigung zum Richteramt im Dienstgrad Major in die Bundeswehr wiedereingestellt und war bis 1985 stellvertretender Bataillonskommandeur des I. Bataillons des Luftwaffenausbildungsregiments 2 in Budel, Niederlande. Anschließend durchlief er bis 1994 verschiedene Verwendungen im Bundesministerium der Verteidigung (BMVg), darunter als persönlicher Referent des Abteilungsleiters Personal. Von 1994 bis 2004 war er Referatsleiter I 7 in der Abteilung Personal-, Sozial- und Zentralangelegenheiten im BMVg, zuständig für Disziplinar- und truppendienstliche Angelegenheiten.
2004 wechselte Hein zum Amt für den Militärischen Abschirmdienst in die Konrad-Adenauer-Kaserne in Köln-Raderthal, wo er Abteilungsleiter I, Zentrale Fachaufgaben, wurde. Ab Februar 2010 war er ständiger Vertreter des Präsidenten des Amtes für den Militärischen Abschirmdienst. Ende 2014 wurde er in den Ruhestand verabschiedet.
Hein ist verheiratet und hat ein Kind.